# Иульчак
Иульчак — река в России, протекает по Майминскому району Республики Алтай. Длина реки составляет 14 км.
Начинается в сосново-берёзовом лесу, течёт в общем северо-западном направлении. Впадает в реку Карасук — правый приток Сайдыса на территории села Карасук.
Основные притоки — Верхняя Еланда, Сак (левые), Малый Иульчак (правый).

## Данные водного реестра
По данным государственного водного реестра России относится к Верхнеобскому бассейновому округу, водохозяйственный участок реки — Катунь, речной подбассейн реки — Бия и Катунь. Речной бассейн реки — (Верхняя) Обь до впадения Иртыша. Код водного объекта — 13010100312115100007180.